# Mai più l'amore
Mai più l'amore (Nie wieder Liebe!) è un film del 1931 diretto da Anatole Litvak, alla sua prima regia, interpretato da Lilian Harvey, Harry Liedtke e Felix Bressart.
Commedia musicale basata sul romanzo Dover-Calais di Julius Berstl, venne distribuito lo stesso anno anche in lingua francese col titolo Calais-Douvres, nella versione diretta da Litvak e dal regista francese Jean Boyer.

## Trama
Un milionario americano con numerose relazioni fallite alle spalle scommette con il suo migliore amico che è in grado di resistere cinque anni senza donne. Dopo quattro anni e mezzo trae in salvo sul suo yacht una ragazza che sta annegando nella Manica. In realtà la ragazza è stata ingaggiata per assicurarsi che l'uomo perda la scommessa, ma presto si rende conto di essere innamorata di lui.

## Produzione
Il film venne girato in Costa Azzurra e agli Ufa-Atelier di Neubabelsberg in Germania.

## Distribuzione
Il film fu distribuito nelle sale cinematografiche tedesche a partire dal 27 luglio 1931.

### Date di uscita
- Germania (Nie wieder Liebe!) - 27 luglio 1931
- Finlandia - 5 ottobre 1931
- Danimarca (Aldrig mere kærlighed) - 26 ottobre 1931
- Svezia (Äventyrerskan från Dover) - 12 dicembre 1931
- USA (No More Love) - 15 gennaio 1932

## Colonna sonora
I brani presenti, composti da Mischa Spoliansky e Robert Gilbert e interpretati dai protagonisti, includono Nie Wieder Liebe, Leben ohne Liebe kannst Du nicht e Lang' ist es her.